# 12 octobre 1990
Le vendredi 12 octobre 1990 est le 285e jour de l'année 1990.

## Naissances
- Anton Vorobyev, coureur cycliste russe
- Henri Lansbury, footballeur anglais
- Jack Taylor, joueur de basket-ball américain, né en 1990
- Kofi Opare, joueur américain de football
- Kyoji Horiguchi, pratiquant professionnel de MMA japonais
- Manon Azem, actrice française
- Melody, chanteuse espagnole
- Tinga, joueur de football brésilien

## Décès
- Leif Larsen (né le 9 janvier 1906), officier et résistant norvégien
- Nagai Tatsuo (né le 20 mai 1904), écrivain japonais

## Événements
- Découverte des astéroïdes (100027) Hannaharendt, (10525) 1990 TO, (10761) Lyubimets, (10762) von Laue, (10763) Hlawka, (10764) Rübezahl, (11508) Stolte, (12705) 1990 TJ, (152559) Bodelschwingh, (15262) Abderhalden, (15265) Ernsting, (15724) Zille, (16505) Sulzer, (30828) Bethe, (37582) Faraday, (43790) Ferdinandbraun, (52293) Mommsen, (52294) Detlef, (6194) Denali, (6209) Schwaben, (8847) Huch, (90709) Wettin et (90712) Wittelsbach
- Sortie du jeu vidéo Batman